# Arborophila cambodiana
Arborophila cambodiana е вид птица от семейство Phasianidae.

## Разпространение
Видът е разпространен в Камбоджа и Тайланд.